# Willy Bickel
Willy Bickel (* 13. Dezember 1908 in Rinklingen; † 5. Juli 1996 in Bretten) war ein deutscher Oberamtsrat und Heimatforscher. Sein heimatgeschichtliches Interesse galt vor allem seinem Heimatort Bretten, über den er vielfach publiziert hat.

## Leben
Nach seiner Schulausbildung schlug er eine Verwaltungslaufbahn als Landesbeamter im gehobenen Dienst ein. Im Zweiten Weltkrieg war er Luftwaffensoldat. Anschließend war er wieder in der Landesverwaltung tätig, wo er 1974 als Oberamtsrat beim Regierungspräsidium Karlsruhe in den Ruhestand verabschiedet wurde.
Bickel hat bereits in den 1920er und 1930er Jahren erste heimatkundliche Beiträge in der Schriftreihe Pfeiferturm veröffentlicht. Er widmete sich außerdem auch schon früh der Familienforschung und hat 1950 zusammen mit seinem Bruder Otto Bickel mit dem Bickel-Buch ein genealogisches Werk über seine Familie vorgelegt. Von 1956 bis 1984 war er Herausgeber der Brettener Jahrbücher, für die er auch zahlreiche Beiträge verfasst hat. Er gehörte als Gründungsmitglied dem Heimatverein Kraichgau an, war bis 1989 dessen langjähriger zweiter Vorsitzender und hat auch Beiträge für die Jahrbücher Kraichgau verfasst. Ebenfalls gehörte er dem Kuratorium der Kraichgau-Stiftung an. Er stand der Ortsgruppe Bretten der Badischen Heimat vor und war außerdem Mitglied im Hauptvorstand des Vereins. In Bretten leitete er darüber hinaus Führungen durch das Melanchthonhaus und die Stiftskirche.
Für sein heimatgeschichtliches Wirken wurde Bickel mit der Bürgermedaille der Stadt Bretten, dem Brettener Peter- und Paulsorden und mit der Medaille Baden-Württembergs für Verdienste um die Heimat ausgezeichnet. Viele seiner Schriften entstanden in Zusammenarbeit mit seinem Bruder Otto Bickel (1913–2003), der ebenfalls Oberamtsrat war und 1969 zum Ehrenbürger von Rinklingen ernannt wurde.